# Statek do badań sejsmicznych
Statek do badań sejsmicznych – statek przeznaczony do badań geofizycznych przez badanie rozchodzenia się fal sejsmicznych w dnie morskim na obszarach szelfu. Używany głównie do wyszukiwania złóż ropy naftowej i gazu ziemnego. Statki są eksploatowane w transporcie międzynarodowym.
Statek taki holuje jeden lub kilka (czasem kilkanaście) kabli z czujnikami (hydrofonami) oraz zestaw pneumatycznych lub gazowych „dział”. Wystrzały z „dział” (niewidoczne na zewnątrz i nieszkodliwe dla ryb) powodują powstanie fali dźwiękowej, która rozchodzi się w wodzie i gruncie, odbijając się od kolejnych warstw. Odbita fala powraca do holowanych lub umieszczonych na dnie czujników. Analiza zarejestrowanych sygnałów pozwala geofizykom i geologom na opracowanie profilu (układu warstw geologicznych) gruntu pod dnem (tzw. sejsmika refleksyjna).
Kable z czujnikami mogą mieć długość kilku kilometrów i zajmować obszar o szerokości kilkuset metrów. Czyni to statek z kablami największymi poruszającymi się obiektami stworzonymi przez człowieka. W czasie badań statek musi przemieszczać się dokładnie wzdłuż zaplanowanych linii, a na zwrot o 180 stopni potrzebuje kilku kilometrów wolnej przestrzeni. Z tego powodu jest oznaczony jako statek o ograniczonej zdolności manewrowej. Zazwyczaj towarzyszy mu jeden lub kilka statków, pilnujących, aby statki przechodzące w pobliżu nie zakłócały badań.

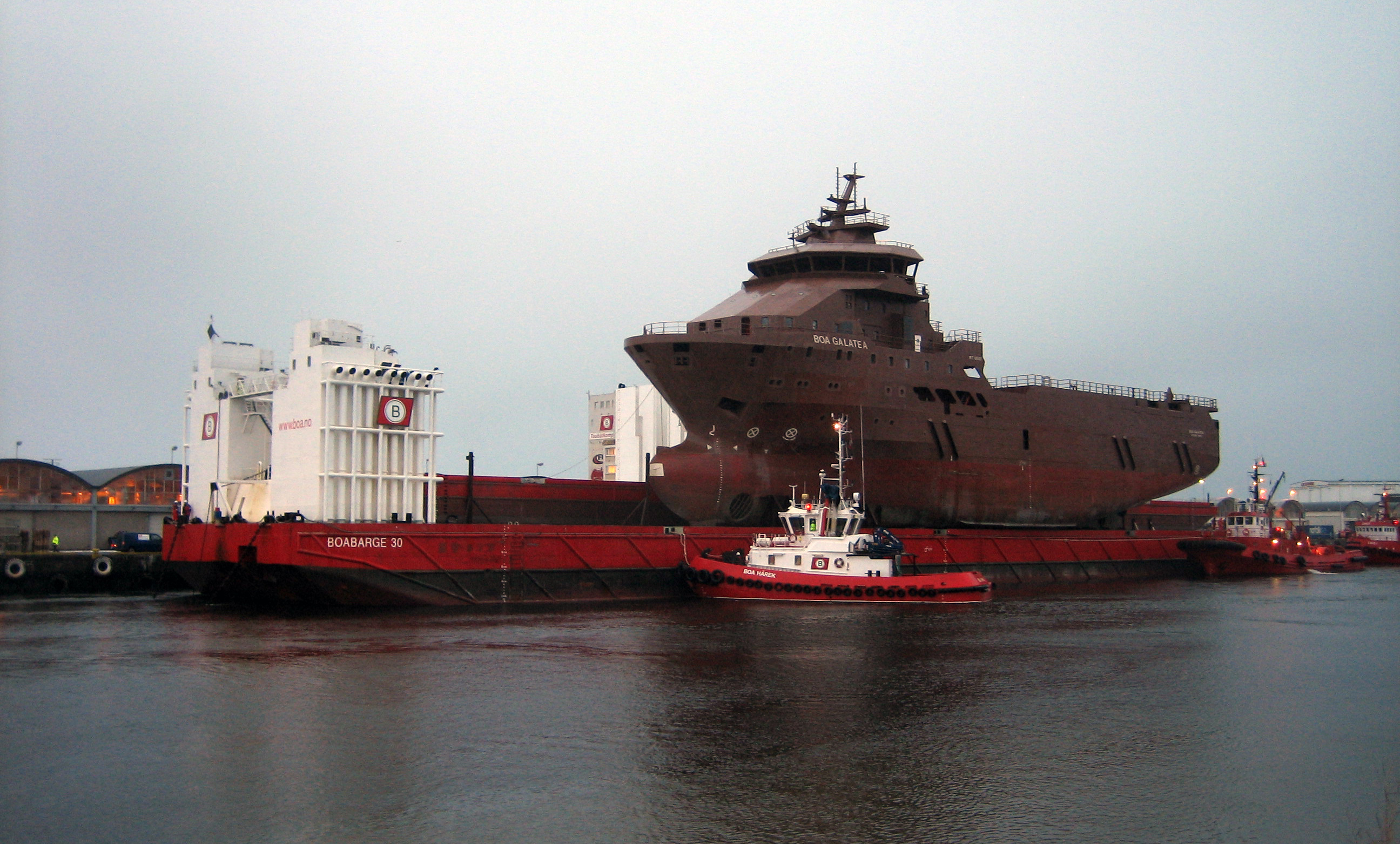
Kadłub statku do badań sejsmicznych na barce.
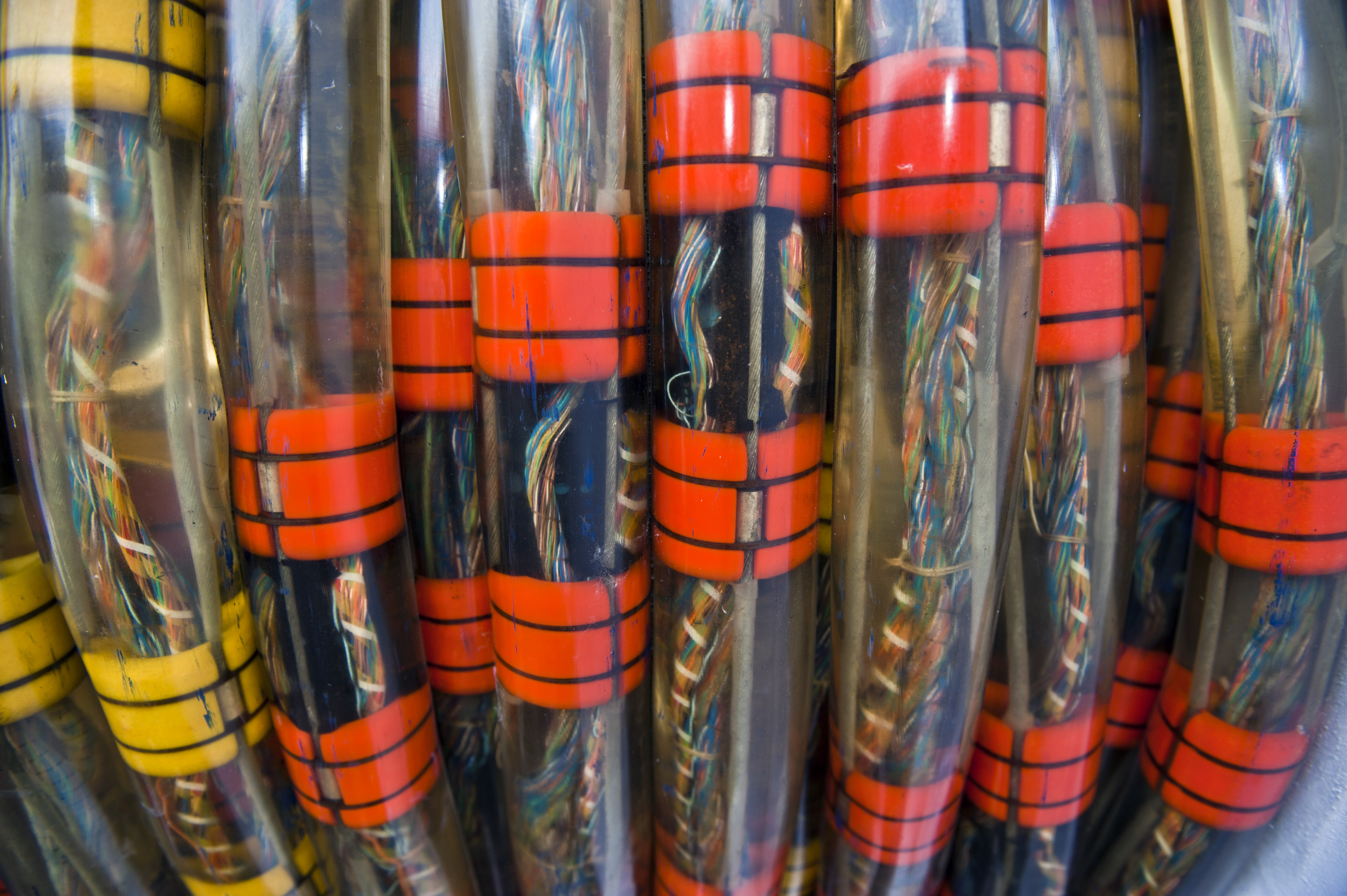
Kabel z odbiornikami- zbliżenie
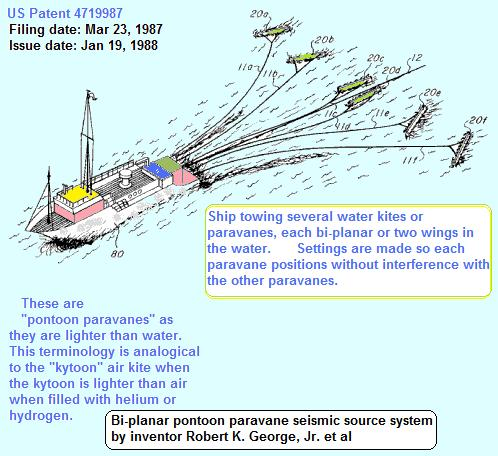
Diagram statku z kablami
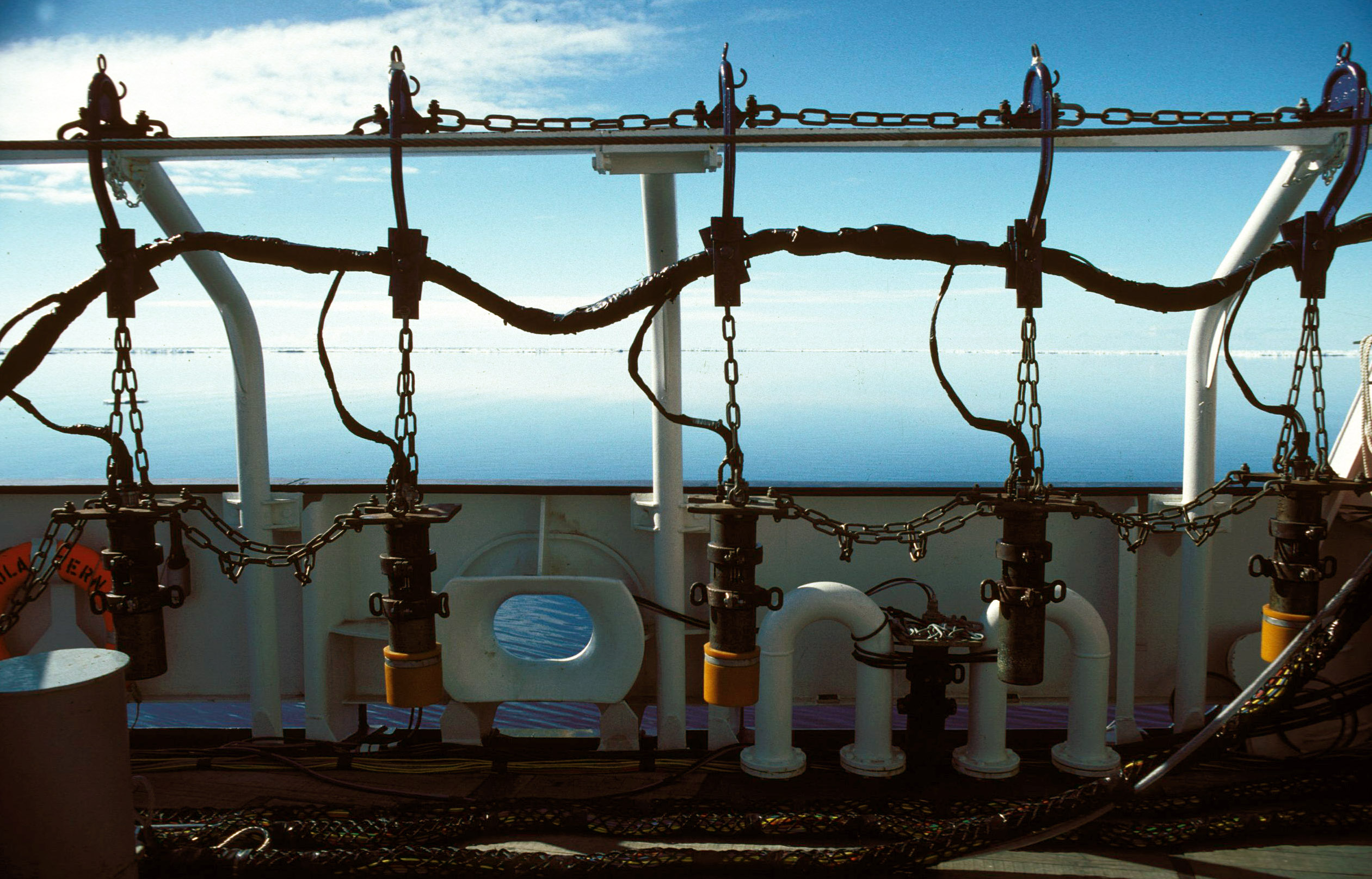
„Działa” powietrzne
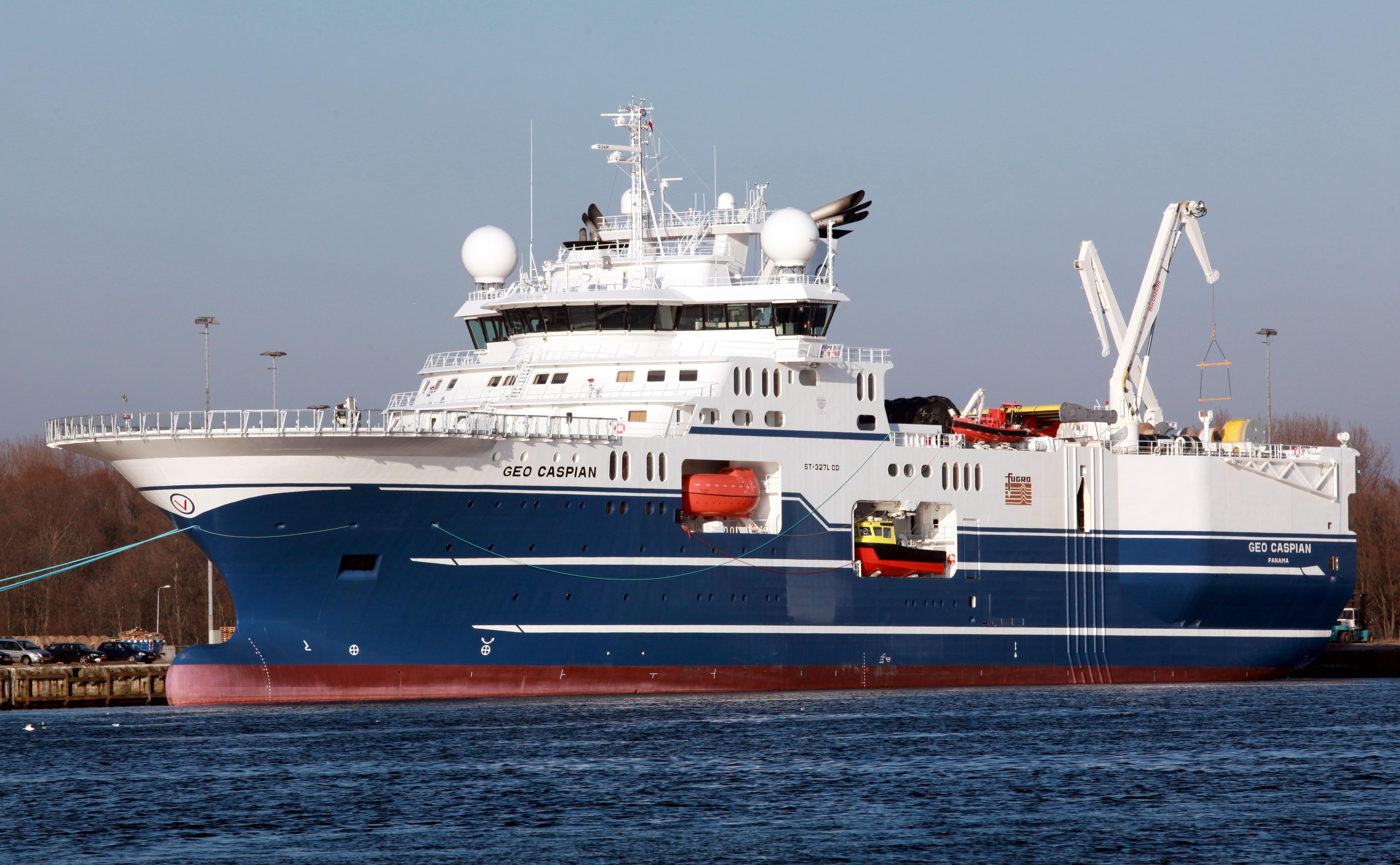
Statek do badań sejsmicznych w porcie
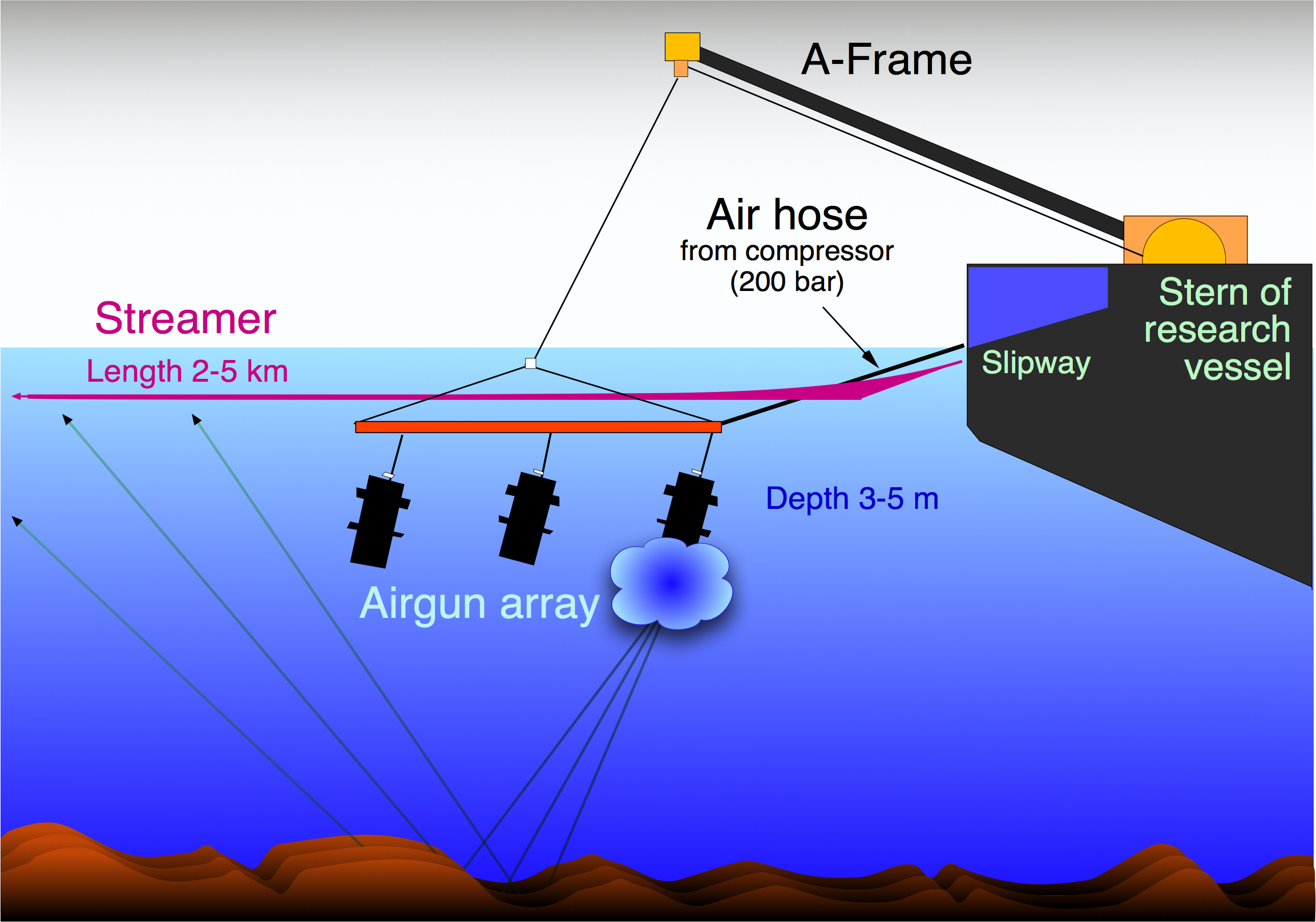
Schemat rozmieszczenia dział i kabli
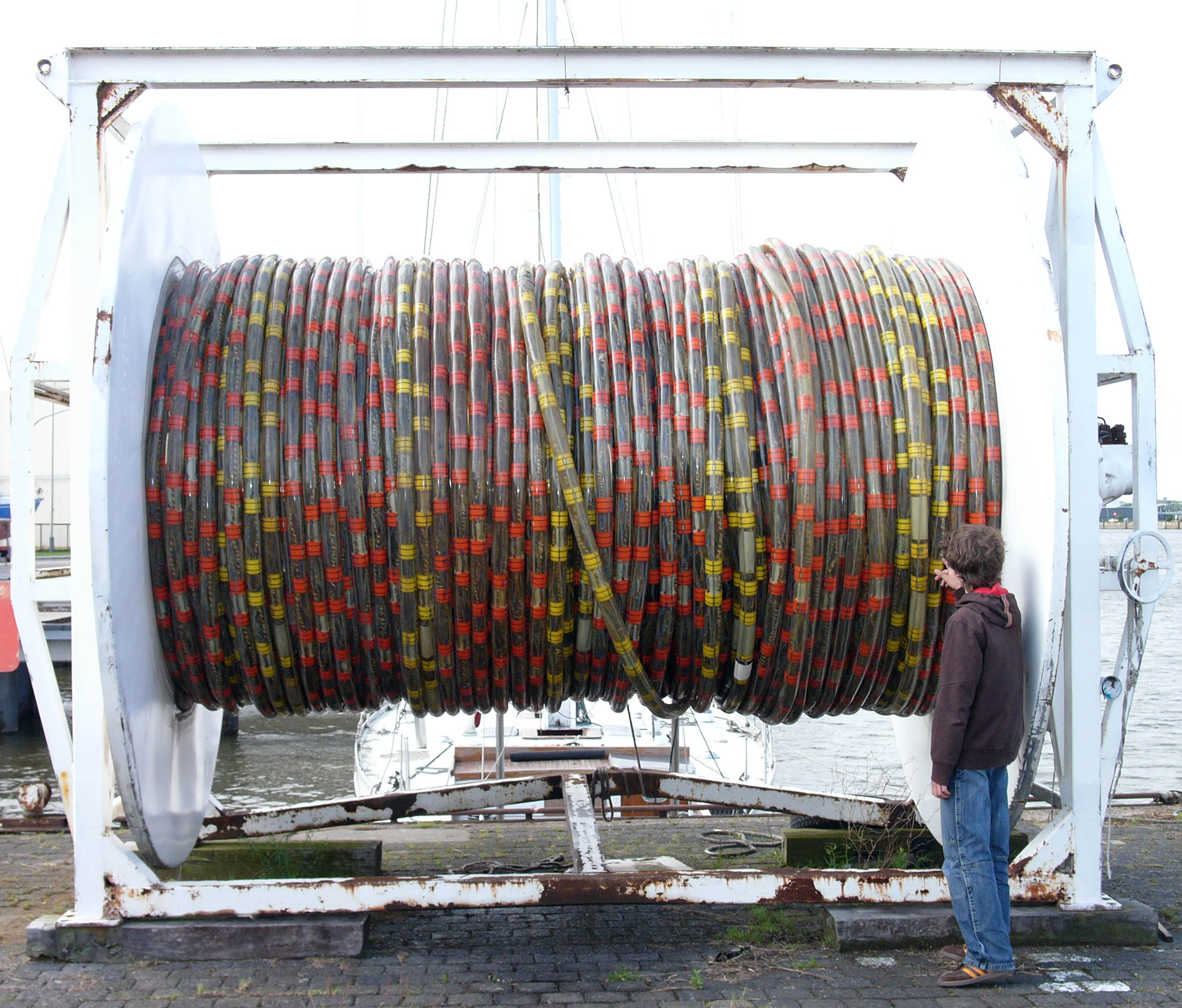
Kabel z detektorami na szpuli.